# Fratelli Varian
Russell Harrison Varian (Syracuse, 24 aprile 1898 – Alaska, 28 luglio 1959) e  
Sigurd Fergus Varian (Syracuse, 4 maggio 1901 – Oceano Pacifico, 18 ottobre 1961), spesso citati collettivamente come fratelli Varian, furono due ingegneri e inventori statunitensi, annoverati tra i più importanti pionieri dell'elettronica.
Furono tra i primi ad aver fondato un'azienda ad alta tecnologia nella Silicon Valley.

## Biografia
Russell Varian e Sigurd Varian nacquero da genitori affiliati alla teosofia della comunità di Halcyon, in California. I fratelli dimostrarono ben presto l'interessamento alla elettricità, e dopo aver studiato indipendentemente elettronica e sviluppato interesse nell'aviazione, divennero inventori del klystron, componente base dei radar, nelle telecomunicazioni e nelle microonde.
Nel 1948 fondarono la Varian Associates per la produzione e la commercializzazione delle loro invenzioni; la società fu la prima a muovere verso il Stanford Research Park, ovvero la Silicon Valley. I fratelli ebbero una visione progressista della vita; Russell fu un supporter del Sierra Club, Sigurd aiutò la cooperativa per la casa di Ladera (California), e Varian Associates ebbe una policy aziendale all'avanguardia per il benessere dei propri dipendenti. Nel 1950, i fratelli Varian vinsero la medaglia John Price Wetherill per il klystron, e dopo la loro morte vennero, nel 1993, introdotti nella Silicon Valley Engineering Council Hall of Fame.